# Aeroportul Turukhansk
Aeroportul Turukhansk (IATA: THX, ICAO: UOTT) este un aeroport din Turuhansk, Turuhanski selsovet⁠(d), Raionul Turuhansk, Krasnoiarsk, Rusia ce deservește zona Turuhansk. Aeroportul a fost tranzitat în 2017 de 19.684 de pasageri. A fost numit după zona deservită.
Situat la o altitudine de 39 m, aeroportul dispune de o singură pistă.